# Woyzeck (1962)
Woyzeck ist eine Verfilmung des gleichnamigen Dramenfragments von Georg Büchner.

## Handlung
Der Film folgt der Handlung der literarischen Vorlage:
Der Soldat Franz Woyzeck nimmt jede Arbeit an, um sein uneheliches Kind und dessen Mutter Marie zu versorgen: Jeden Morgen rasiert er seinen Hauptmann, der Woyzeck dessen angeblichen Mangel an Moral vorhält. Für einen Arzt muss er als medizinisches Versuchsobjekt herhalten und sich ausschließlich von Erbsen ernähren.
Woyzeck erfährt, dass Marie ihn mit einem Tambourmajor betrügt, der ihm körperlich und finanziell weit überlegen ist. Zudem leidet er unter Halluzinationen und hört Stimmen. Er kauft sich ein Messer und geht mit Marie zu einem See, wo er sie ersticht. Dann geht er zu dem Wirtshaus, wo er Marie mit dem Tambourmajor gesehen hatte, und gerät durch das Blut an seiner Kleidung in Verdacht. Er kehrt zum See zurück, um das liegengebliebene Messer ins Wasser zu werfen. Die Handlung bricht an dieser Stelle ab, ohne dass die Konsequenzen von Woyzecks Tat klar werden.

## Stil
Büchners Originaltext wird nicht verändert, aber an einigen Stellen gekürzt. Die Schlussszenen, in denen das Auffinden von Maries Leiche angedeutet wird, wurden gestrichen. Der Darstellungsstil der Schauspieler ist nicht naturalistisch, sondern sehr expressiv, bei Nebenfiguren wie dem Hauptmann und dem Doktor bis ins Groteske gesteigert.

## Produktion
Der Film wurde vom Südwestfunk produziert und am 3. Mai 1962 zum ersten Mal ausgestrahlt. 2013 erschien er bei KNM Home Entertainment auf DVD.

## Rezeption
Eine Rezension des Films in der Zeit vom 11. Mai 1962 fasst zusammen, dass viele andere Zeitungen den Film ablehnend besprochen haben, und schließt sich dieser Einschätzung an. Neben der Vermischung verschiedener Textfassungen und der ungewöhnlichen Anordnung der Szenen wurde vor allem kritisiert, dass die zentrale Aussage des Stücks verloren gehe:

„Der soziale Aspekt war weggenommen, die Armut, aber auch der irre Zustand Woyzecks taten nicht viel zur Sache [...]: Es wurde und wurde nicht deutlich, worauf eine Regie hinauswollte, der doch die intellektuelle Energie auch in den verfehltesten Szenen noch anzumerken war. Vielleicht empfiehlt es sich doch, daß man deutsche Experimente mit der Neuen Welle nicht an Kafkas „Schloß“ und Büchners „Woyzeck“ ausprobieren läßt.“